# 范康尼氏症候群
范康尼氏症候群（英語：Fanconi syndrome、范科尼氏症候群、范科尼氏綜合徵）是一種腎臟近曲小管(Proximal convoluted tubule)的疾病，病徵在於其中的葡萄糖，氨基酸，尿酸，磷酸鹽和碳酸氫鹽被傳遞到尿液，而不是被重新吸收。范康尼氏症候群影響腎單位的近曲小管，而流體通過腎小球過濾管部的第一部分就是近曲小管。而范康尼氏症候群可以由藥物或重金屬所產生或引起。
不同形式的范康尼氏症候群可能影響近曲小管的不同功能，並導致不同的并發症。碳酸氢盐的遺失會導致"第二型范康尼氏症候群"或腎小管性酸中毒(Renal tubular acidosis)。而磷酸鹽的損失會導致骨骼的佝僂病(即使有充足的維生素D和鈣)，因為磷酸鹽是必要的骨骼生長元素。

## 命名緣起
范康尼氏症候群以瑞士兒科醫生桂多·范康尼(Guido Fanconi)命名；可能爲用詞不當，因為范康尼本人從來沒有識別出這一個症候群；雖然如此，如在肺出血腎炎綜合徵的情況下，習慣以第一個注意到此症狀整體發生綜合徵之人而來命名。
范康尼氏症候群不應該被混同於范科尼貧血(Fanconi anemia/FA)，范康尼氏症候群是一種獨立的疾病。

## 臨床特徵
近端腎小管酸中毒的臨床特點是：
- 多尿、多飲及脫水。

## 病因
范康尼氏症候群可以區分為來源不同的病症；可以是遺傳性或先天性(Congenital disorder)，及後天性。

### 遺傳性
胱胺酸症是在兒童中的范康尼氏症候群最常見的病因。

### 後天性
有可能在以後的生活因故而得到這種疾病。
另外一個原因是短期內服用過量藥物，導致腎小管功能異常。

## 治療
兒童范康尼氏症候群的治療主要包括替換尿中(主要成分是流體和碳酸氫鹽)失去的物質。